# 426 هـ
426 هـ هي سنة في التقويم الهجري امتدت مقابلةً في التقويم الميلادي بين سنتي 1034 و1035.

## مواليد
- أبو المظفر السمعاني
- أبو سعد المتولي النيسابوري

## وفيات
- أصبغ المهري
- ابن شهيد
- ابن السمح
- ابن الصفار
- محمد بن بريك

- الغضائري الرازي